# IC 1721
IC 1721 ist eine Galaxie im Sternbild Fische auf der Ekliptik. Sie ist schätzungsweise 195 Millionen Lichtjahre von der Milchstraße entfernt und hat einen Durchmesser von etwa 55.000 Lichtjahren.

Im selben Himmelsareal befindet sich u. a. die Galaxie IC 1723.
Das Objekt wurde am 17. Januar 1896 von Stéphane Javelle entdeckt.